# Colaptes melanochloros
El pájaro carpintero real (Colaptes melanochloros) es una especie de ave Piciformes de la familia Picidae. El nombre científico melanochloros deriva del griego melanos, que significa "negro", y chloros, que significa "verde pálido", los colores principales de esta ave. El pájaro carpintero de pecho dorado a veces se incluye aquí como el grupo de subespecies del sur de esta especie y a veces se considera una especie separada, C. melanolaimus.

## Características físicas y plumaje
Representan un alto grado de especialización en su locomoción trepadora y en la capacidad que poseen de perforar con el pico los troncos de árboles para extraer larvas e insectos que son su sustento.
Sus patas son grandes con largos dedos, dos de ellos dirigidos hacia adelante y los otros dos hacia atrás. Las uñas constituyen verdaderos ganchos que le permiten casi clavarse en los troncos verticales.
La cola tiene las timoneras rígidas, fuertes y puntiagudas que le sirven de fuerte apoyo para golpear con el pico los troncos, a modo de martillo. Para esta función poseen fuertes músculos especiales en el cuello y en la cabeza.
La lengua es muy larga y retráctil. Puede sacarla a considerable distancia de la boca ya que tiene por detrás una gran porción envuelta en el cráneo.
El pico es fuerte y cónico, terminado en punta como de cincel o de tijera. Para beber agua, llenan de esa sustancia su pico y luego mueven la cabeza hacia atrás con el fin de que el agua pase por su garganta.
Su plumaje es duro, poco abundante y rígido.
A esta especie se la suele llamar también carpintero de nuca roja debido a la mancha carmín que tienen machos y hembras.

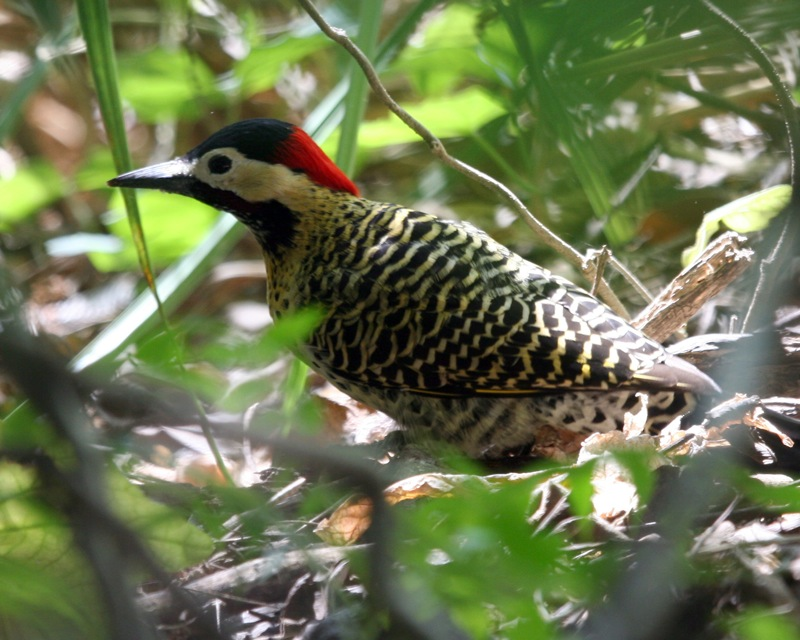
Ejemplar de la variedad melanolaimus en la Provincia de Buenos Aires.

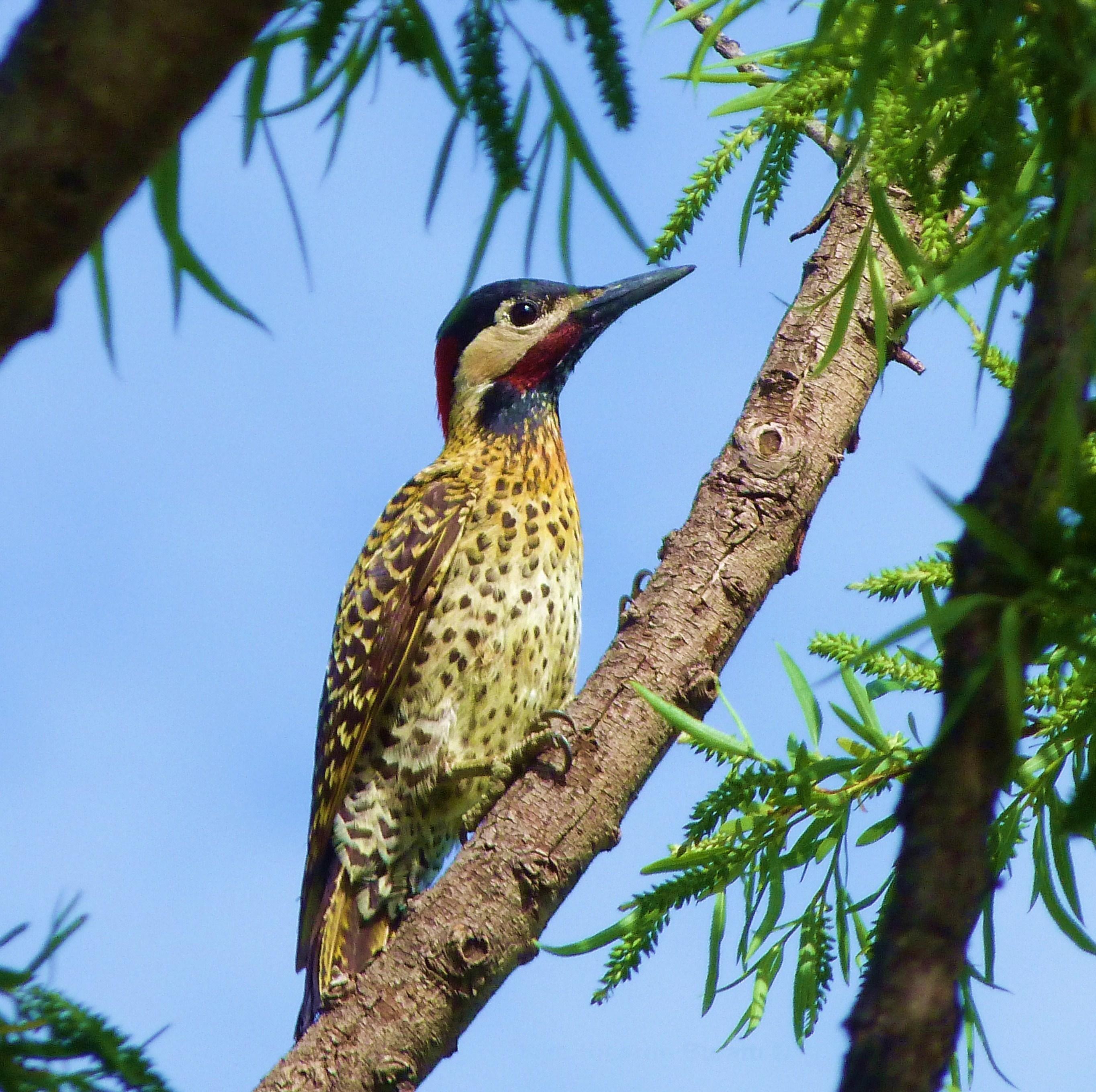
Pájaro Carpintero Real, fotografiado en Río Cuarto.

## Hábitat
Esta especie habita en el centro y centro-sur de América del Sur, en Argentina, Bolivia, Brasil, Paraguay, Colombia y Uruguay. 
En la Argentina, mora en las provincias del norte, el litoral y en algunas partes de las provincias de Neuquén y Río Negro. Su hábitat natural son los bosques secos subtropicales o tropicales y los bosques húmedos subtropicales o tropicales de tierras bajas, aunque también está adaptado para vivir en parques urbanos. Se avistaron ejemplares hasta en Puerto Rosales, al sur de la provincia de Buenos Aires.
Se alimenta principalmente de insectos, larvas, hormigas, etc.

## Nidos y pichones
Anidan en árboles que ellos mismos perforan con ese fin. Sus huevos son blancos y muy frágiles, y los pichones nacen ciegos y desplumados.